# یوسف زاید
یوسف زاید (انگلیسی: Yousef Zayed؛ زادهٔ ۲ سپتامبر ۱۹۷۹) بازیکن فوتبال اهل کویت بود.
وی همچنین در تیم‌های ملی فوتبال زیر ۲۳ سال کویت و کویت بازی کرده‌است.